# Asterochiton aureus
Asterochiton aureus là một loài côn trùng cánh nửa trong họ Aleyrodidae, phân họ Aleyrodinae.
Asterochiton aureus được Maskell miêu tả khoa học đầu tiên năm 1879.